# リトヴェル - ムラデチ線
リトヴェル～ムラデチ線（チェコ語: Železniční trať Litovel–Mladeč）は、チェコ国鉄の鉄道線の名称である。路線番号は308。
1914年に開業した。旅客列車は夏季の休日のみ運行する。なお、2019年以前の路線番号は274であった。

## 運行形態
全て各駅停車で、夏季の休日のみ、一日3往復の運行。全列車が273号線のチェルヴェンカまで乗り入れ、270号線のシュンペルク方面普通と接続する。

## 駅一覧
以下では、チェコ国鉄308号線の駅と営業キロ、停車列車、接続路線などを一覧表で示す。なお、全て各駅停車である。
| 路線名 | 駅名                     | 駅間営業キロ | 累計営業キロ | 接続路線                                          | 所在地       | 所在地       |
| ------ | ------------------------ | ------------ | ------------ | ------------------------------------------------- | ------------ | ------------ |
| 274    | リトヴェル郊外駅         | -            | 0.0          | 307号線（プロスチェヨフ方面、チェルヴェンカ方面） | オロモウツ州 | オロモウツ郡 |
| 274    | フドビーン駅             | 2.6          | 2.6          |                                                   | オロモウツ州 | オロモウツ郡 |
| 274    | ムラデチ・イェスキニェ駅 | 2.2          | 4.8          |                                                   | オロモウツ州 | オロモウツ郡 |
| 274    | ムラデチ駅               | 0.9          | 5.7          |                                                   | オロモウツ州 | オロモウツ郡 |